# Linhares Esporte Clube
O Linhares Esporte Clube foi um clube de futebol brasileiro de Linhares, Espírito Santo. Foi campeão quatro vezes do Campeonato Capixaba na década de 1990 e semifinalista da Copa do Brasil de 1994.

## História
O clube foi fundado em 15 de março de 1991, como resultado de uma tentativa de fusão dos dois times da cidade de Linhares: Industrial Esporte Clube e o América Futebol Clube. Dirigentes do Industrial, com o intuito de projetar o time da cidade no cenário estadual e até nacional, se uniram aos do América surgindo o Linhares Esporte Clube. Na ocasião, a fusão não passou das quatro linhas. Com a necessidade de unir os patrimônios dos dois clubes, o que não foi aceito pelos dirigentes do América, o Industrial foi extinto e passou a ser chamado de Linhares Esporte Clube.
Em 1993, o clube conquistou pela primeira vez o Campeonato Capixaba depois do empate em 0 a 0 com o Aracruz no Estádio Joaquim Calmon para um público de 7.500 torcedores.
Em 1994, o time conseguiu um feito inédito, ficando em terceiro lugar na Copa do Brasil, ficando atrás apenas dos finalistas Grêmio e Ceará. Nessa campanha eliminou o Fluminense na primeira fase. Após empate por 2 a 2, no Estádio das Laranjeiras no Rio de Janeiro, a Coruja Azul arrancou um novo empate por 1 a 1, no Estádio Engenheiro Araripe em Cariacica, com um golaço de falta de Arildo Borges, aos 45 minutos do segundo tempo. Foi a primeira vez que um clube capixaba avançou além da primeira fase. Na sequência eliminou o São José-AP e Comercial-MS, nas oitavas e quartas de final, respectivamente. Nas semifinais foi eliminado pelo Ceará com um empate em 0 a 0 no jogo de ida no Estádio Castelão em Fortaleza e uma derrota de 1 a 0 no jogo de volta realizado no Engenheiro Araripe.

## Títulos
| ESTADUAIS | ESTADUAIS           | ESTADUAIS | ESTADUAIS              |
|           | Competição          | Títulos   | Temporadas             |
| --------- | ------------------- | --------- | ---------------------- |
|           | Campeonato Capixaba | 4         | 1993, 1995, 1997, 1998 |

## Campanhas de destaque
- Semifinalista da Copa do Brasil: 1 (1994)
- Vice-campeão Capixaba: 1 (1996)
- 3º Colocado do Campeonato Capixaba: 2 (1991, 1992)

## Competições nacionais

### Copa do Brasil
O Linhares EC disputou por quatro vezes a Copa do Brasil.
(1) Semifinalista: 1994
(2) Eliminados na Primeira Fase: 1996 pelo Flamengo (0x1 e 1x4), 1998 pelo Grêmio (0x0 e 0x2) e 1999 pelo Atlético Mineiro (0x3).

#### Confrontos
Confrontos por Times
| 1 | América de Natal | 2  | 0 | 2 | 0 | 1 | 1  | 0   | 33% |
| 2 | Atlético Mineiro | 1  | 0 | 0 | 1 | 0 | 3  | 0   | 0%  |
| 3 | Ceará            | 2  | 0 | 1 | 1 | 0 | 1  | -1  | 17% |
| 4 | Comercial-MS     | 2  | 1 | 1 | 0 | 2 | 1  | 1   | 67% |
| 5 | Flamengo         | 2  | 0 | 0 | 2 | 1 | 5  | -4  | 0%  |
| 6 | Fluminense       | 2  | 0 | 2 | 0 | 3 | 3  | 0   | 33% |
| 7 | Grêmio           | 2  | 0 | 1 | 1 | 0 | 2  | -2  | 17% |
| 8 | São José-AP      | 2  | 1 | 1 | 0 | 2 | 3  | -1  | 67% |
| Total | Total            | 15 | 2 | 8 | 5 | 9 | 19 | -10 | 31% |
| J - Jogos; V - Vitórias; E - Empates; D - Derrotas; GP - Gols pró; GC - Gols contra; SG - Saldo de gols; AP - Aproveitamento |                  |    |   |   |   |   |    |     |     |

Confrontos por Estado
| 1 | Amapá               | 2  | 1 | 1 | 0 | 2 | 3  | -1  | 67% |
| 2 | Ceará               | 2  | 0 | 1 | 1 | 0 | 1  | -1  | 17% |
| 3 | Mato Grosso do Sul  | 2  | 1 | 1 | 0 | 2 | 1  | 1   | 67% |
| 4 | Minas Gerais        | 1  | 0 | 0 | 1 | 0 | 3  | -3  | 0%  |
| 5 | Rio de Janeiro      | 4  | 0 | 2 | 2 | 4 | 8  | -4  | 17% |
| 6 | Rio Grande do Norte | 2  | 0 | 2 | 0 | 1 | 1  | 0   | 33% |
| 7 | Rio Grande do Sul   | 2  | 0 | 1 | 1 | 0 | 2  | -2  | 17% |
| Total | Total               | 15 | 2 | 8 | 5 | 9 | 19 | -10 | 31% |
| J - Jogos; V - Vitórias; E - Empates; D - Derrotas; GP - Gols pró; GC - Gols contra; SG - Saldo de gols; AP - Aproveitamento |                     |    |   |   |   |   |    |     |     |

Confrontos por Ano
| 1 | 1994  | 8  | 2 | 5 | 1 | 7 | 8  | -1  | 46% |
| 2 | 1996  | 2  | 0 | 0 | 2 | 1 | 5  | -4  | 0%  |
| 3 | 1998  | 4  | 0 | 3 | 1 | 1 | 3  | -2  | 25% |
| 4 | 1999  | 1  | 0 | 0 | 1 | 0 | 3  | -3  | 0%  |
| Total | Total | 15 | 2 | 8 | 5 | 9 | 19 | -10 | 31% |
| J - Jogos; V - Vitórias; E - Empates; D - Derrotas; GP - Gols pró; GC - Gols contra; SG - Saldo de gols; AP - Aproveitamento |       |    |   |   |   |   |    |     |     |

## Jogadores ilustres
- Hiran Spagnol - Natural da cidade de Linhares-ES. Goleiro ágil e com boa elasticidade, além de possuir uma boa estatura (1,99m), mas de temperamento forte e comportamento de bad boy. Também era ótimo cobrador de faltas, tendo marcado vários gols pelo time de aspirantes do Guarani de Campinas. Começou sua carreira profissional em 1992, como goleiro do Linhares, onde foi campeão capixaba em 1993 e semi-finalista da Copa do Brasil de 1994. Seu desempenho na Copa do Brasil e no Campeonato Capixaba de 1994 chamara a atenção de Beto Zini, presidente do Guarani, que o contratou.
- Carlos Alberto Gomes Kao Yien - "China" - Natural da cidade de Vitoria-ES. Lateral direito, vigoroso, vibrante e que joga com muita raça.  Jogador experiente, tendo atuado, entre outros times, Grêmio, Botafogo, Portuguesa, Coritiba, Inter de Limeira, Rio Branco, Desportiva Ferroviária, São Bento de Sorocaba e União São João de Araras. Entre outros títulos foi campeão da Copa Conmebol de 1993 pelo Botafogo, campeão capixaba em 1983 e 1985 pelo Rio Branco, em 1992 pela Desportiva e em 1995 e 1997 pelo Linhares.
- Zé Afonso - Natural da cidade de Conceição do Castelo - ES. Centroavante, alto (1.93m), bom tanto nas jogadas aéreas como com a bola no pé. Já jogou em equipes como Rio Pardo, Comercial de Castelo, Rio Branco-VN, Cruzeiro e Rio Branco de Americana.  Foi vice-campeão capixaba e artilheiro da competição em 1995 pelo Rio Branco-VN e em 1996 pelo Linhares. Depois se transferiu para o Grêmio, onde se sagrou campeão brasileiro de 1996 sendo vice-artilheiro do time com 7 gols (mesmo estando contundido em boa parte do campeonato), atrás somente de Paulo Nunes.[6]
- Arildo Borges - Natural da cidade da Serra-ES. Ponta esquerda que possui um bom toque de bola e que dribla sempre pra frente. Foi exímio cobrador de faltas. Foi um dos principais destaques do Linhares na conquista de 1993. Jogador experiente, já atuou pelo Rio Branco, Nova Venécia, Muniz Freire, América (MG) e Anapolina. Jogou também no Vitória. Foi campeão capixaba em 1991 pelo Muniz Freire e em 1993 pelo Linhares.